# Sandra Bergqvist

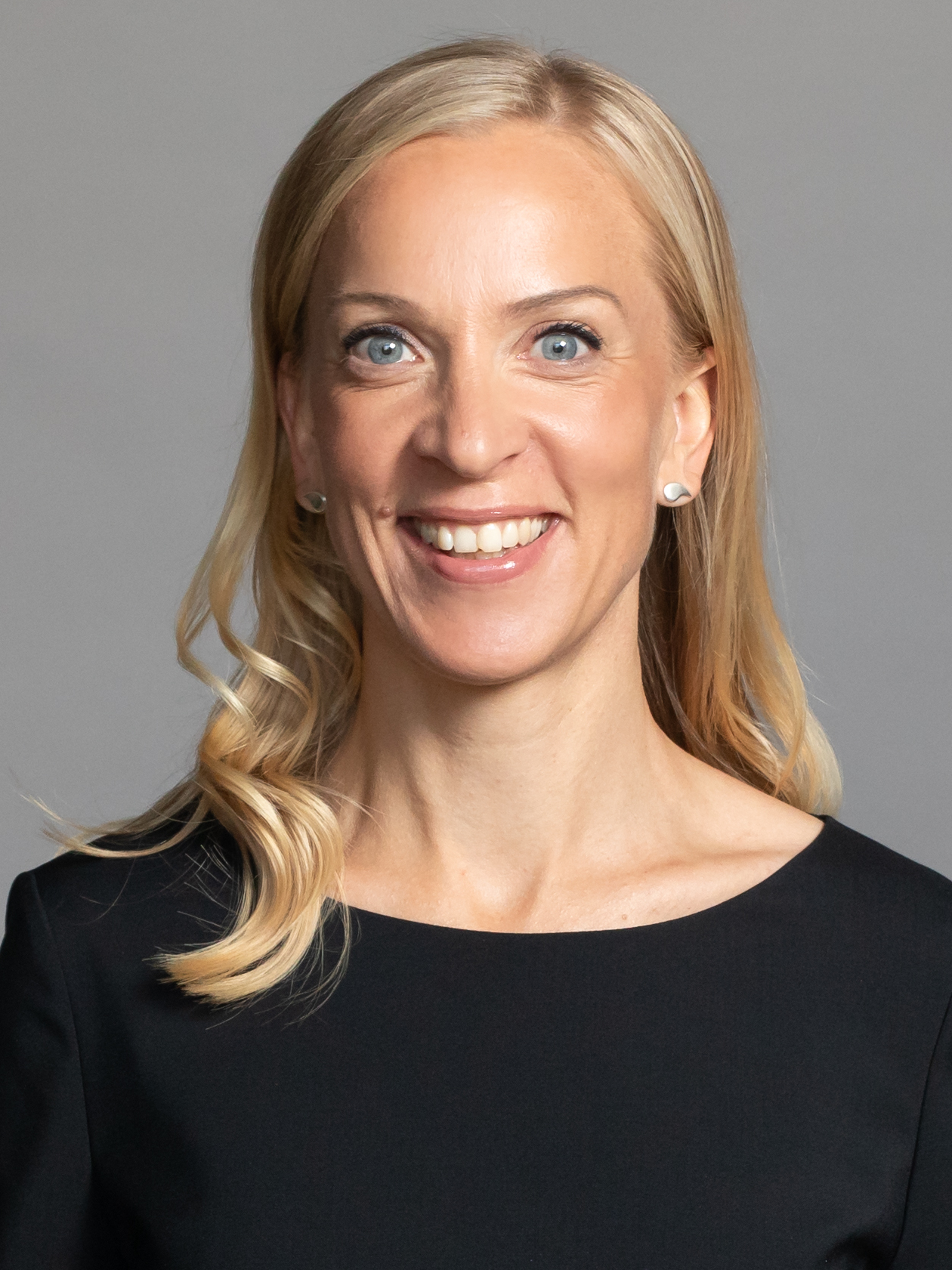
Sandra Bergqvist (2023)

Sandra Ida Christina Bergqvist (geboren am 14. April 1980 in Nagu) ist eine finnische Politikerin (RKP), die der Minderheit der Finnlandschweden angehört. Zwischen 20. Juni 2023 und 12. Juni 2025 war sie Ministerin für Bewegung, Sport und Jugend im Kabinett Orpo.

## Leben
Bergqvist hat einen Magister in Politikwissenschaft (Politices magister) von Åbo Akademi und besitzt außerdem Ausbildungen in Haus- und Familienpflege und Altenpflege. Sie ist seit dem 17. April 2019 Mitglied des Parlaments. Der Wahlkreis Sydvästra Finland ist Bergqvists Heimat-Wahlkreis.
Sie ist ebenfalls Vorsitzende von Svenska Finlands folkting, der konsultativen Volksvertretung für die Interessen der Finnlandschweden, sowie Zweite Vorsitzende der Schwedischen Volkspartei. Neben ihrer Arbeit als Politikerin führt sie gemeinsam mit ihren Geschwistern einen landwirtschaftlichen Familienbetrieb in Nagu.